# Vară

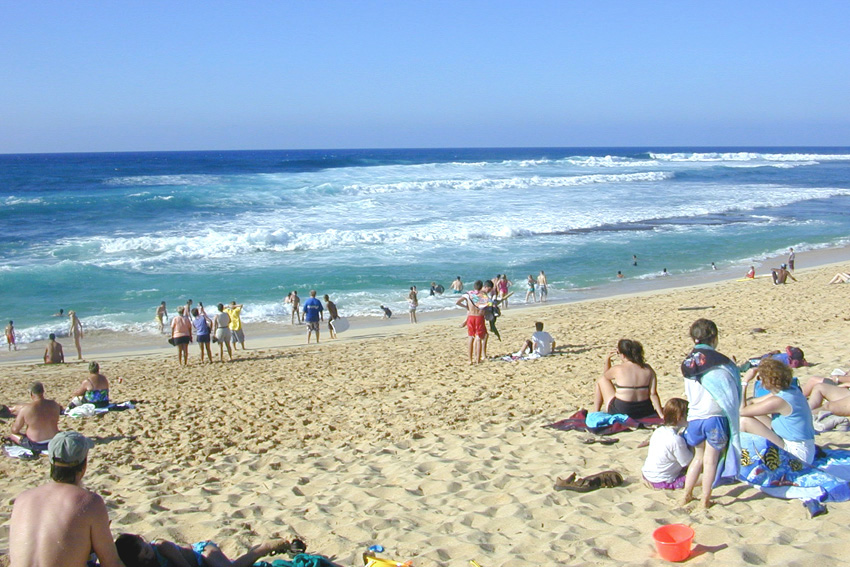
Plajele sunt foarte populare în timpul vacanțelor de vară.

În zonele cu climă temperată, vara este cel mai cald dintre cele patru anotimpuri. Solstițiul ce are loc în timpul său se numește solstițiul de vară și marchează momentul în care, în emisfera respectivă, ziua are cea mai mare durată. Data de început și de final al verii este aproximativă, și variază de la o cultură la alta. În zonele polare aflate între pol și cercul polar, în preajma solstițiului are loc fenomenul de „nopți albe”.
În cele mai multe țări, în această perioadă copiii sunt în vacanță. În unele țări vacanța începe la mijlocul lunii mai, pe când în Anglia copiii încep vacanța abia în mijlocul lui iulie. Vacanța de vară în Australia începe cu câteva zile înaintea Crăciunului și se termină în ultimele zile a lui ianuarie sau chiar mijlocul lui februarie, depinzând de stat.

## Modificările climatice
În zona climei tropicale umedă ia naștere anotimpul cald și ploios, ce ține din aprilie (mai) până în octombrie. În zona climei subtropicale verile sunt foarte călduroase și secetoase (până la 45 °C). În zona climei temperat-oceanică vara aduce un plus de căldură, totuși este răcoroasă. În zona climei temperat-continentală vara este călduroasă (până la 35-40 °C). În zona climei polare vara este de foarte scurtă durată și are temperaturi de până la 0-5 °C.

## Cultura populară
Sunt multe asociații culturale pentru vară. Articolele din timpul verii implică costume de baie, mingi de plajă, plăci de surf și altele. Hainele de vară care încearcă să diminueze efectele căldurii în creștere sunt tricouri, costume de soare, ochelari de soare, sandale.
Multe licee și facultăți oferă studenților slujbe de vară.
De obicei în timpul verii datorită stocului și a cererii prețul petrolului tinde să crească.
Vara multe familii pleacă într-o călătorie ce poate fi de cele mai multe ori la munte sau la mare.

## Galerie

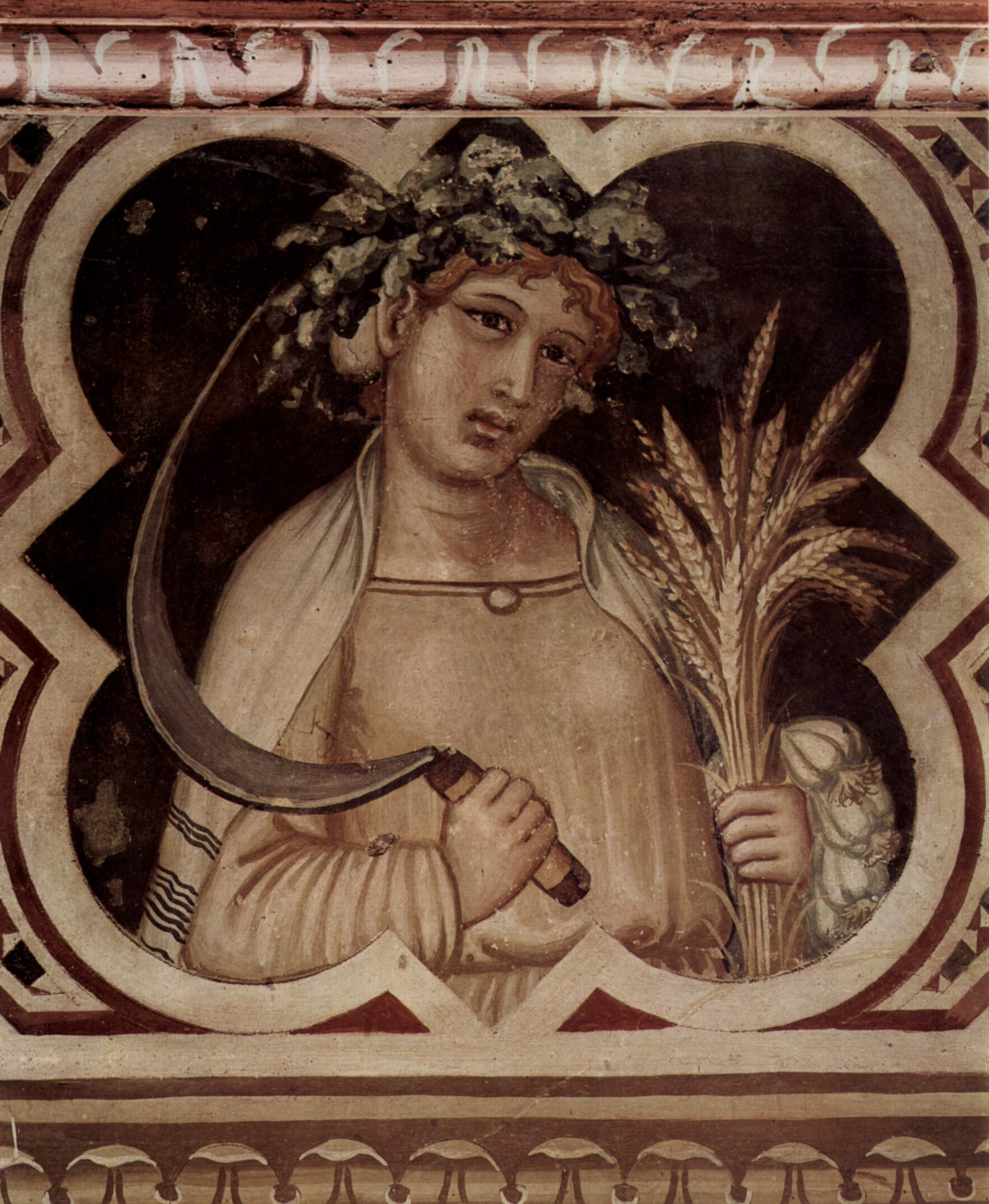
Vara, frescă de Ambrogio Lorenzetti
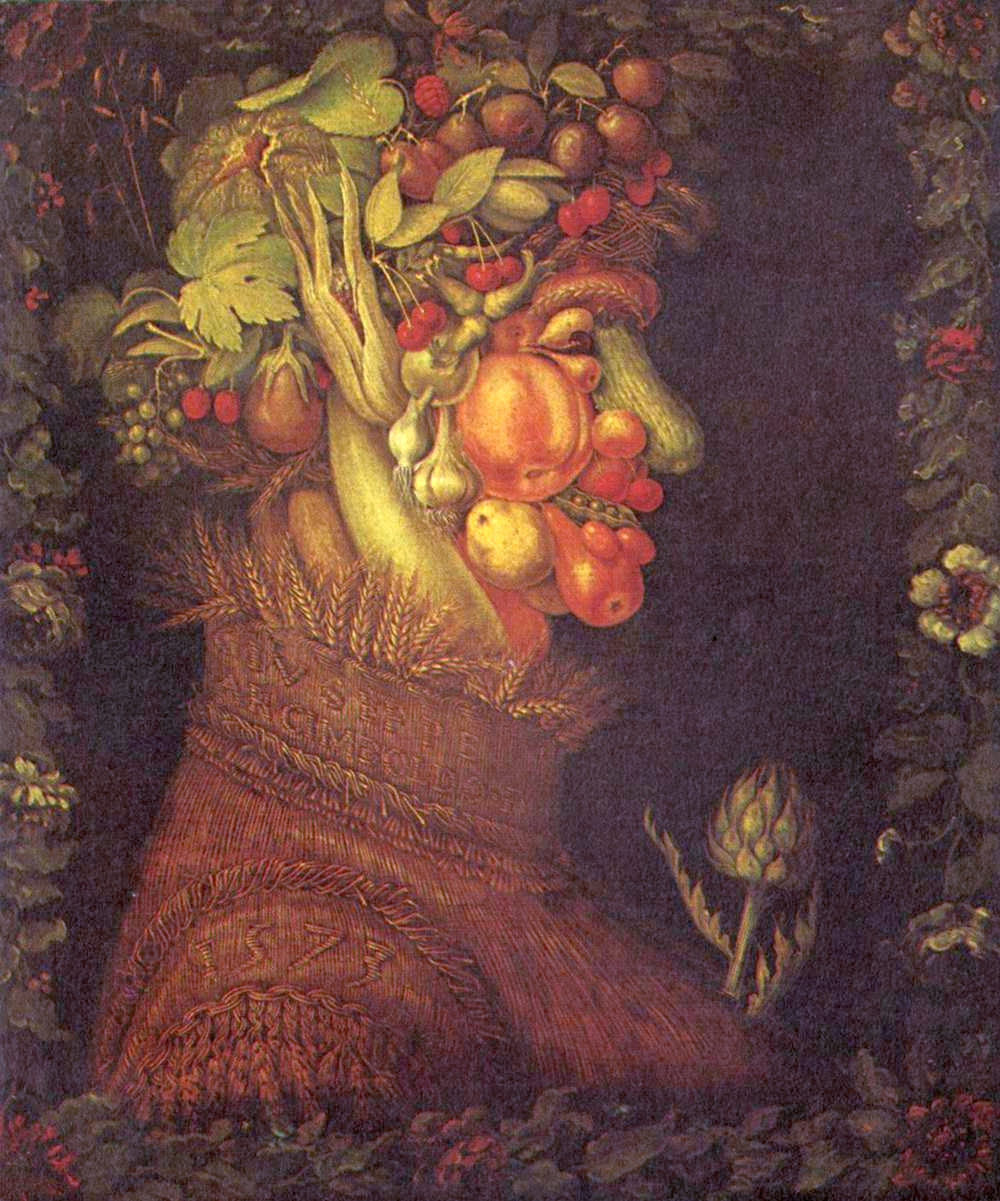
Alegorie de Giuseppe Arcimboldo